# Toni-Seelos-olympiaschans
De Toni-Seelos-Olympiaschans is een skischans in het Oostenrijkse Seefeld in Tirol.

## Geschiedenis
De schans werd in 1931 gebouwd. In 1948 werd de schans genoemd naar de voormalige alpineskiër Toni Seelos. In 1964 werden de Olympische Spelen toegewezen aan Innsbruck. De Bergiselschans had echter geen normale schans zodat de olympische wedstrijd normale schans werd betwist op de Toni-Seelos-Olympiaschans. Ook in 1976 werd de olympische wedstrijd normale schans hier betwist. In 1985 was deze schans het decor van het WK noords skiën.
In 2003 werd de schans dan omgebouwd tot een K90-schans maar al in 2010 moest deze opnieuw plaats ruimen. Op 16 november 2010 werden de nieuwe HS109 en HS75 in gebruik genomen. 